# 15. dzielnica Paryża
XV okręg Paryża (fr. 15e arrondissement de Paris) – jeden z dwudziestu okręgów Paryża.
Okręg jest położony na lewym brzegu rzeki Sekwany.
XV okręg dzieli się na cztery dzielnice (quartiers):
- Saint-Lambert (57. dzielnica Paryża)
- Necker (58. dzielnica Paryża)
- Grenelle (59. dzielnica Paryża)
- Javel (60. dzielnica Paryża)

## Geografia
Całkowita powierzchnia XV okręgu Paryża wynosi 8,48 km².

## Ważniejsze miejsca i zabytki w XV okręgu
- La Ruche

Front de Seine
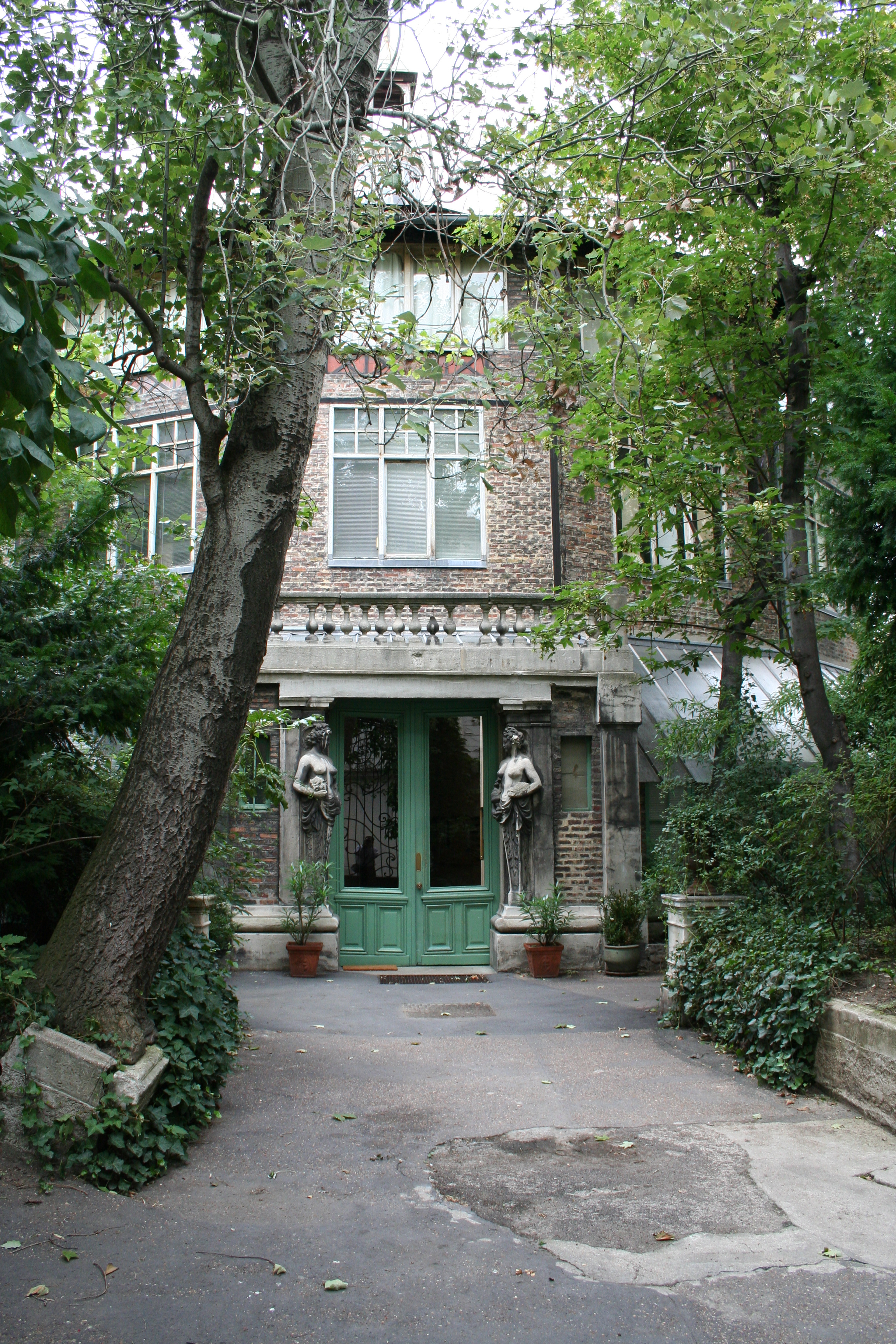
Wejście do la Ruche
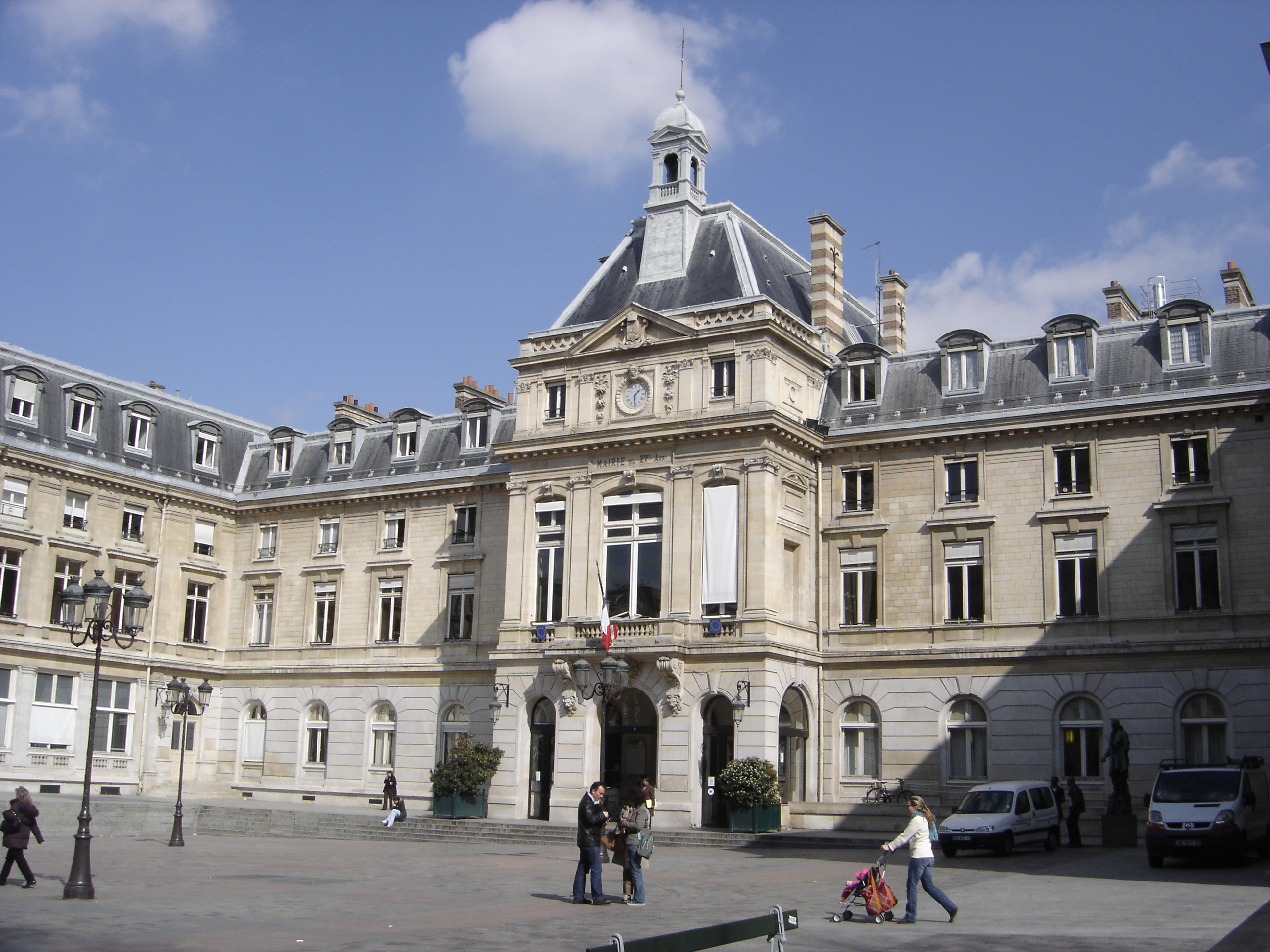
Merostwo 15. dzielnicy Paryża
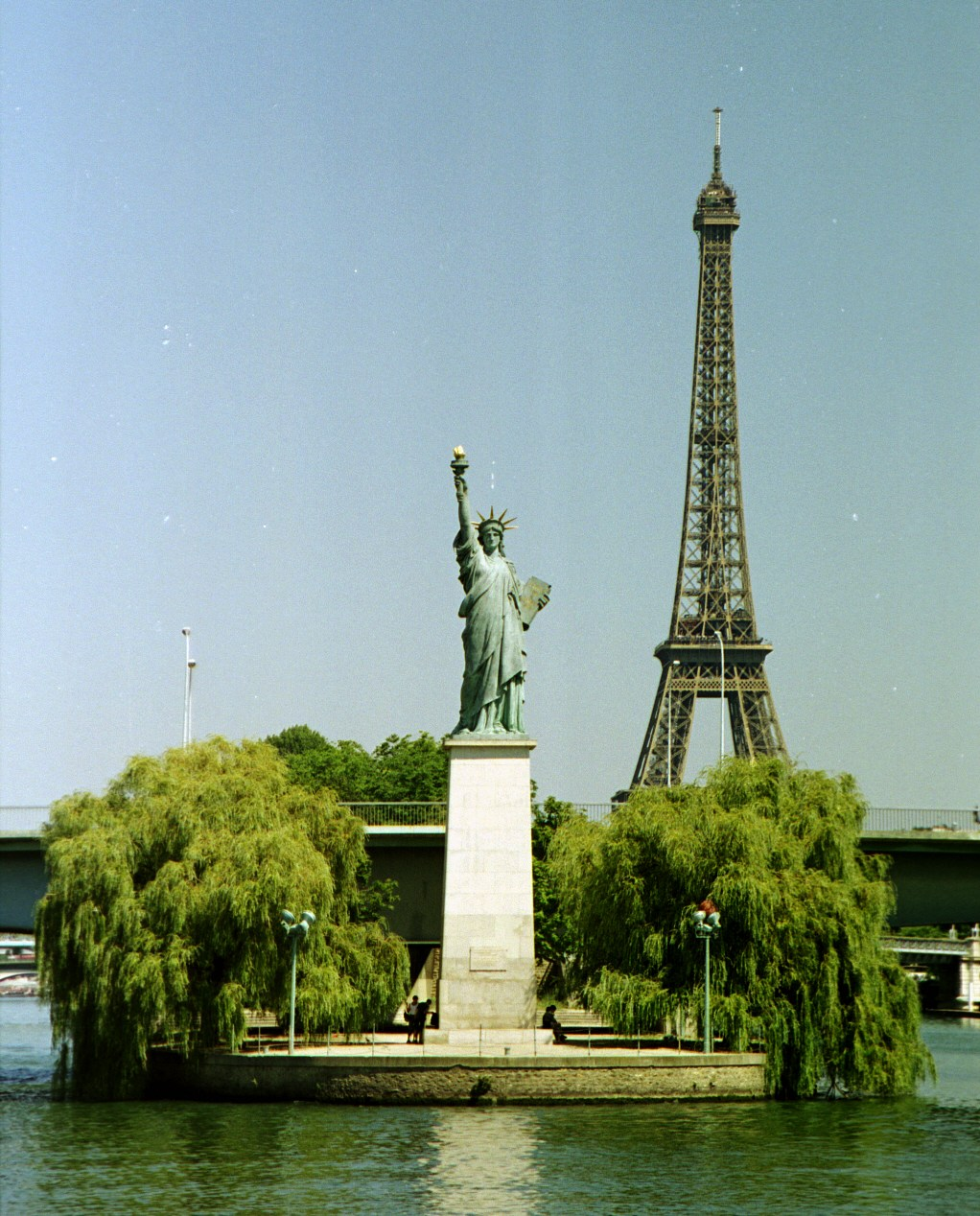
Paris-ile-des-cygnes-statue-de la Liberté
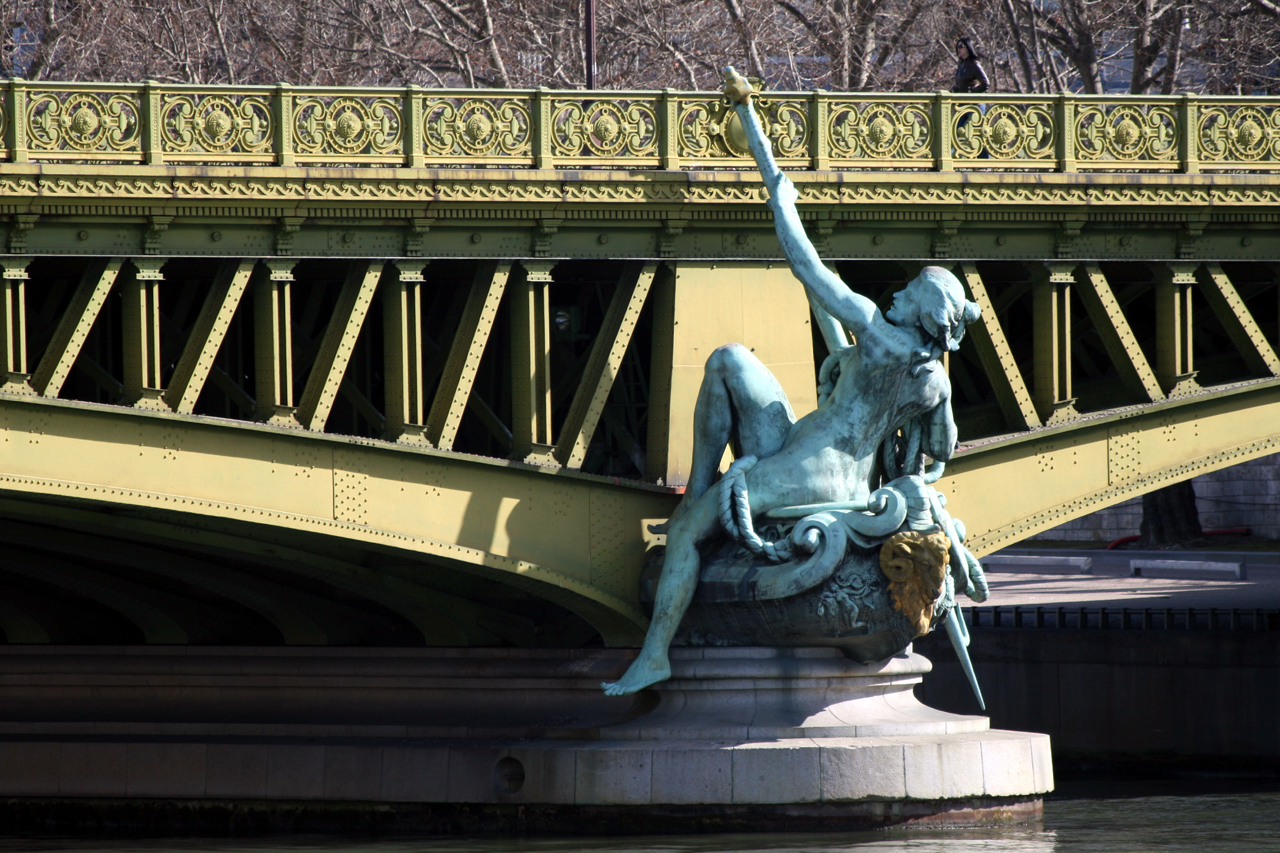
Paris – Pont Mirabeau
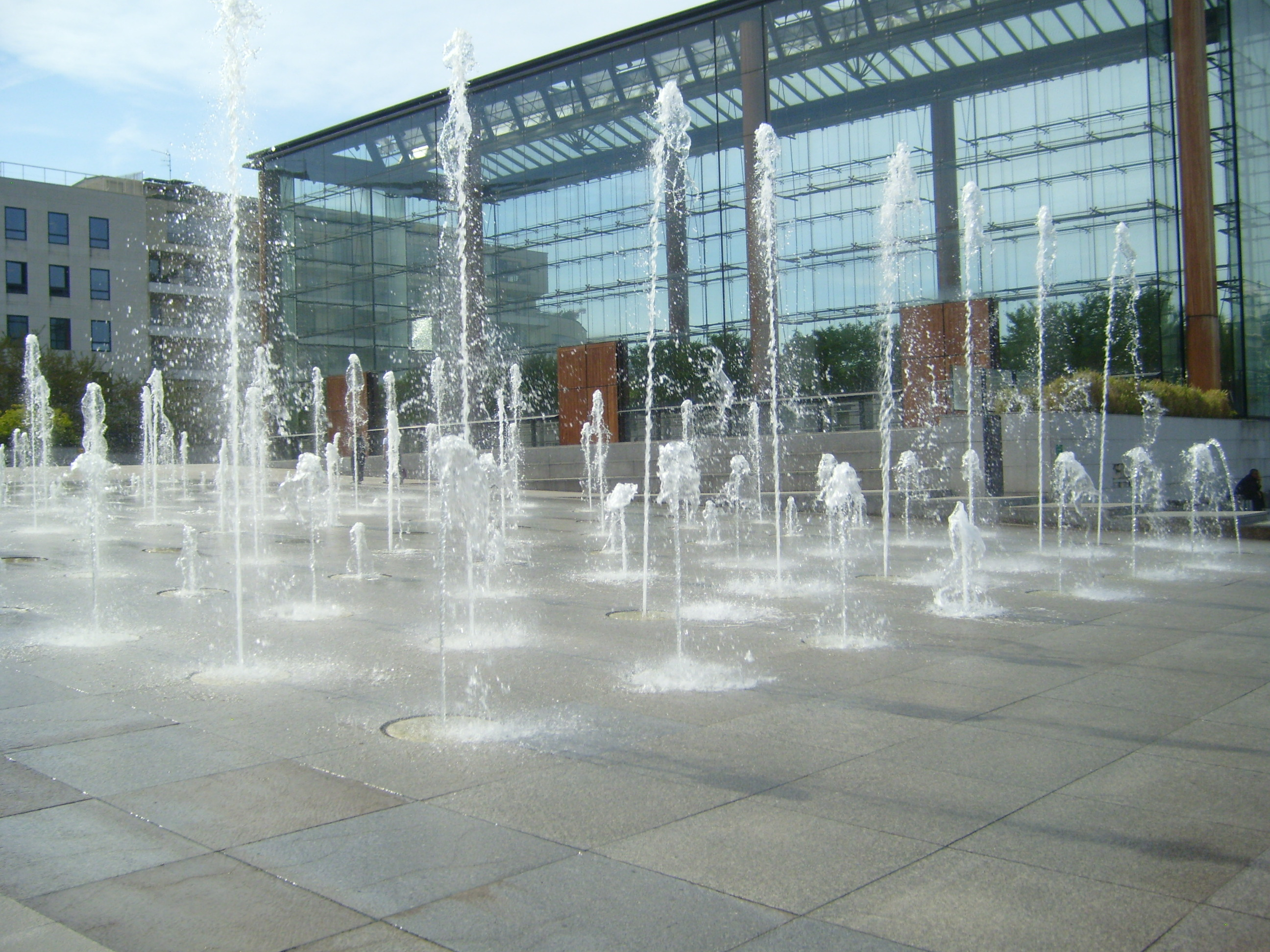
Parc Andre Citroën Paris
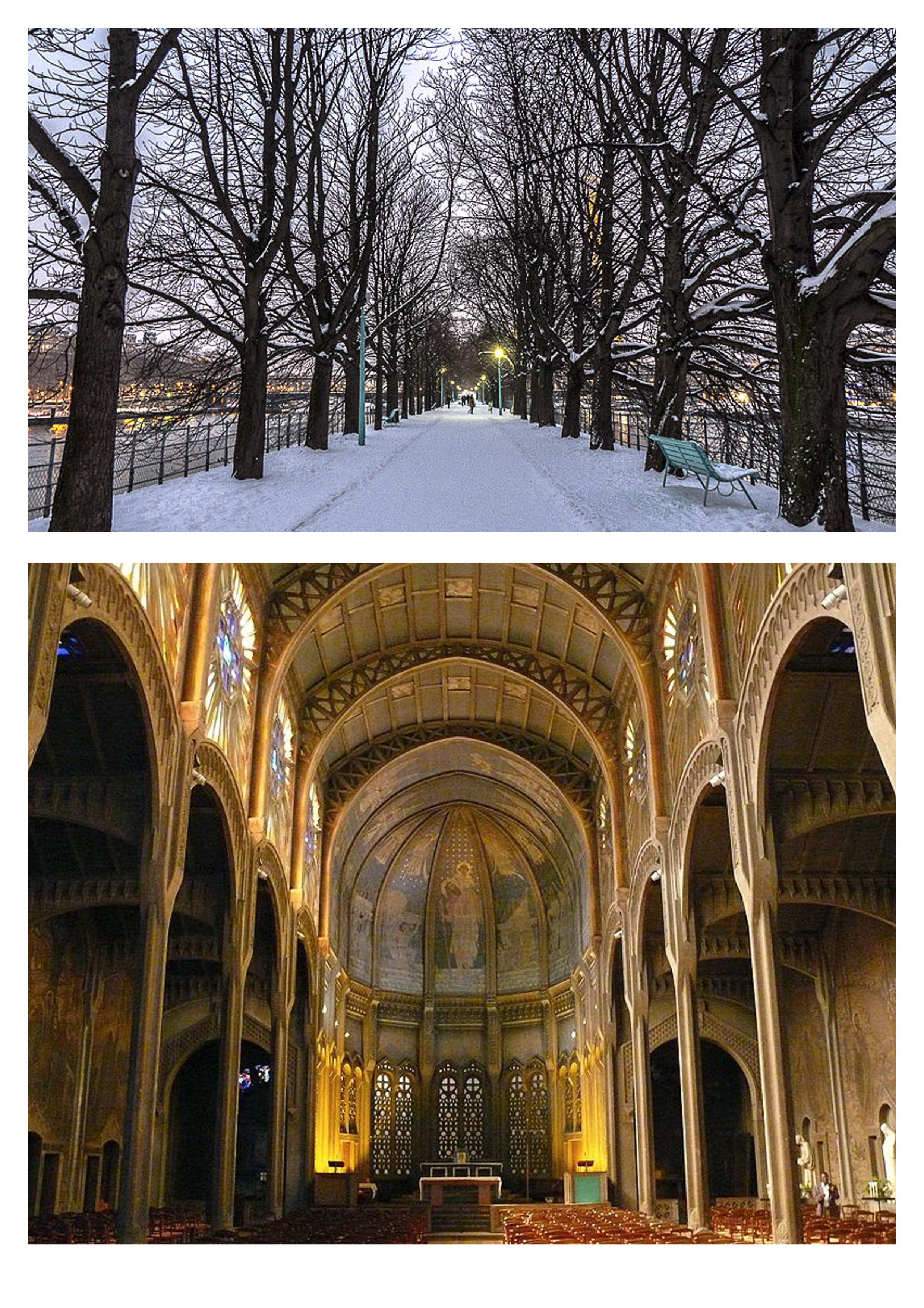
Ile des Cygnes + St Christophe
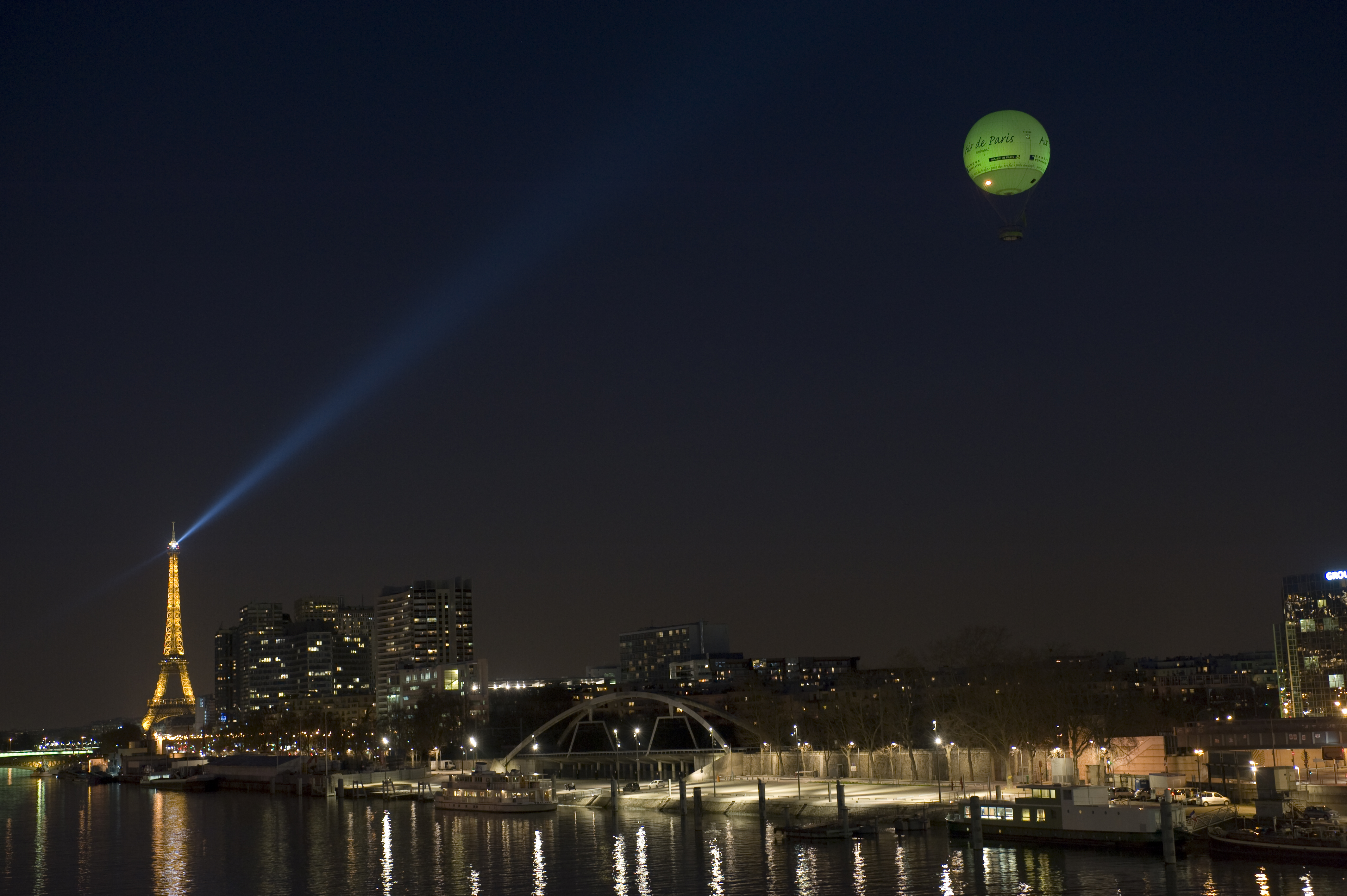
Ballon Air de Paris
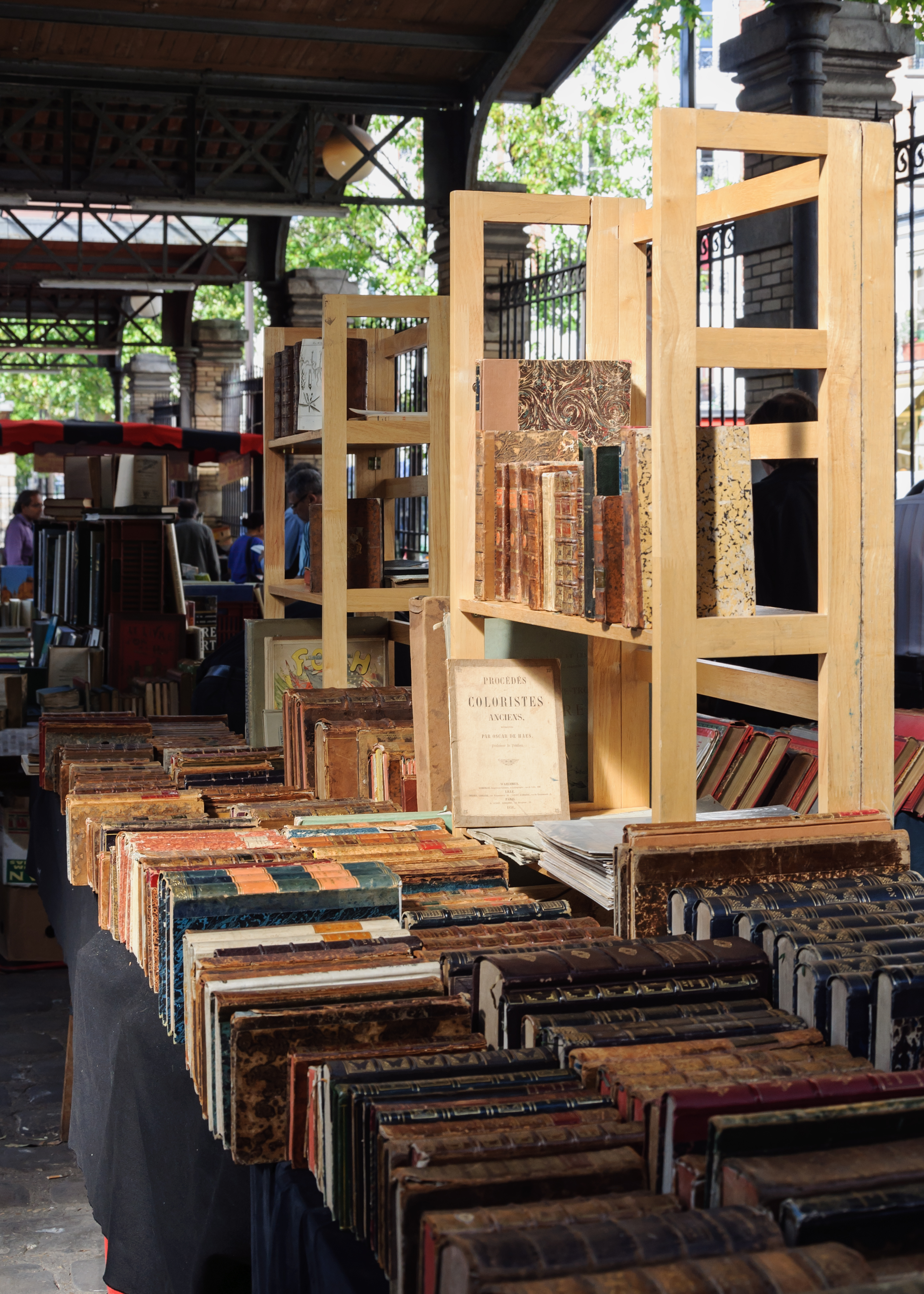
Marché livre ancien
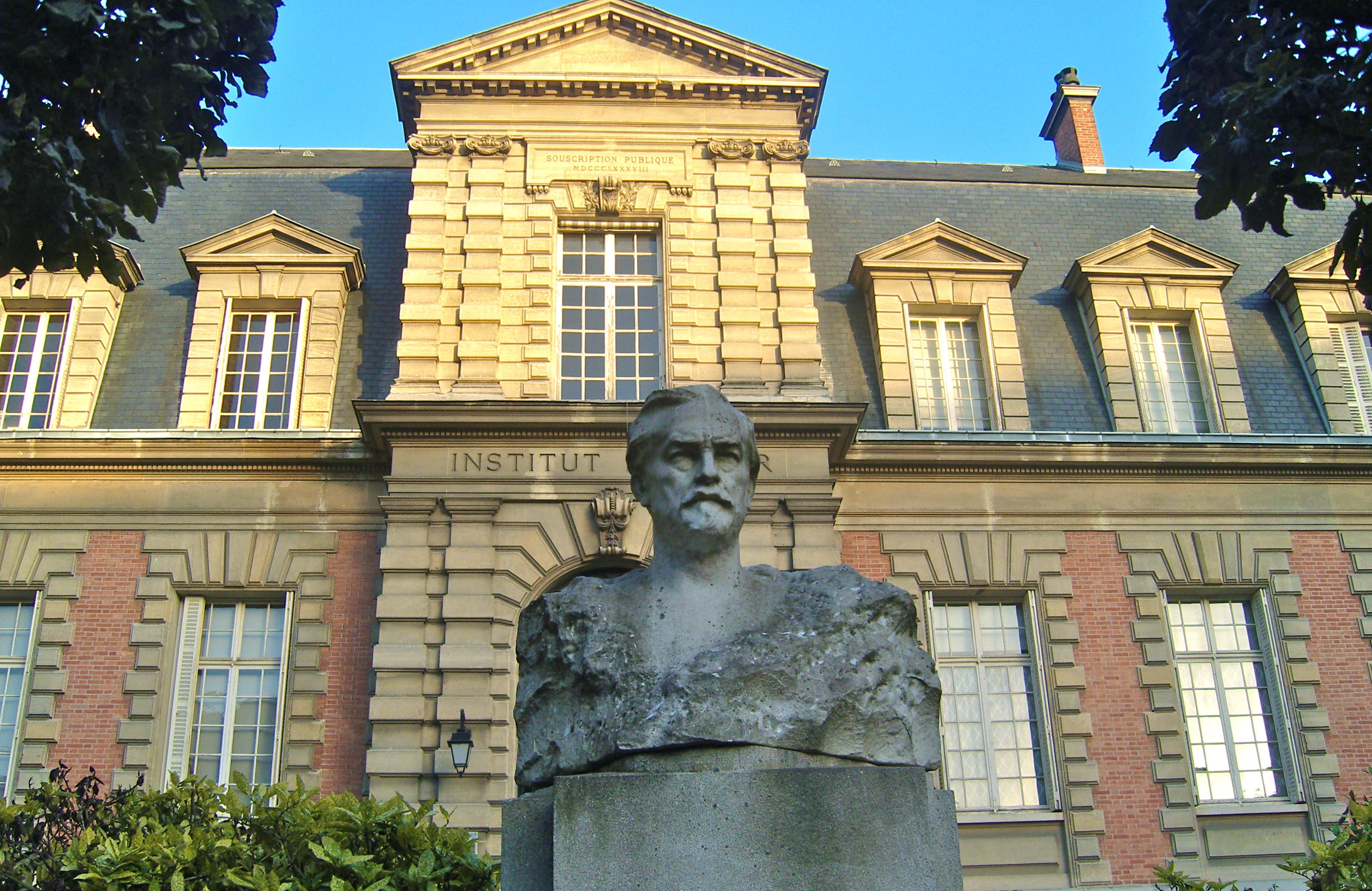
Musée Pasteur